# Nylanderia
Nylanderia is een geslacht van mieren (Formicidae) uit de onderfamilie van de schubmieren (Formicinae).

## Soorten
- N. amblyops (Forel, 1892)
- N. amia (Forel, 1913)
- N. anthracina (Roger, 1863)
- N. arenivaga (Wheeler, 1905)
- N. aseta (Forel, 1902)
- N. assimilis (Jerdon, 1851)
- N. austroccidua (Trager, 1984)
- N. birmana (Forel, 1902)
- N. boltoni LaPolla & Fisher, 2011
- N. bourbonica (Forel, 1886) – Behaarde langsprietmier
- N. brasiliensis (Mayr, 1862)
- N. braueri (Mayr, 1868)
- N. brevisetula LaPolla & Fisher, 2011
- N. bruesii (Wheeler, 1903)
- N. burgesi (Trager, 1984)
- N. caeciliae (Forel, 1899)
- N. clandestina (Mayr, 1870)
- N. colchica (Pisarski, 1960)
- N. comorensis (Forel, 1907)
- N. concinna (Trager, 1984)
- N. darlingtoni Wheeler, 1936
- N. dichroa Wheeler, 1934
- N. dispar (Forel, 1909)
- N. docilis (Forel, 1908)
- N. dodo (Donisthorpe, 1946)
- N. dugasi (Forel, 1911)
- N. faisonensis (Forel, 1922)
- N. flavipes (Smith, F., 1874) – Geelpootlangsprietmier
- N. formosae (Forel, 1912)
- N. fulva (Mayr, 1862)
- N. glabrior (Forel, 1902)
- N. goeldii (Forel, 1912)
- N. gracilis (Forel, 1892)
- N. guanyin (Terayama, 2009)
- N. guatemalensis (Forel, 1885)
- N. gulinensis (Zhang & Zheng, 2002)
- N. helleri (Viehmeyer, 1914)
- N. hubrechti (Emery, 1922)
- N. humbloti (Forel, 1891)
- N. hystrix (Trager, 1984)
- N. impolita LaPolla & Fisher, 2011
- N. incallida (Santschi, 1915)
- N. indica (Forel, 1894)
- N. integera (Zhou, 2001)
- N. jaegerskioeldi (Mayr, 1904)
- N. johannae (Forel, 1912)
- N. kraepelini (Forel, 1905)
- N. laevigata (Mackay, 1998)
- N. lepida (Santschi, 1915)
- N. lietzi (Forel, 1908)
- N. luteafra LaPolla & Fisher, 2011
- N. madagascarensis (Forel, 1886)
- N. magnella Kallal & LaPolla, 2012
- N. manni (Donisthorpe, 1941)

- N. mendica (Menozzi, 1942)
- N. mexicana (Forel, 1899)
- N. microps (Smith, M.R., 1937)
- N. mixta (Forel, 1897)
- N. myops (Mann, 1920)
- N. natalensis (Forel, 1915)
- N. nodifera (Mayr, 1870)
- N. nubatama (Terayama, 1999)
- N. nuggeti (Donisthorpe, 1941)
- N. obscura (Mayr, 1862)
- N. ogasawarensis (Terayama, 1999)
- N. opisopthalmia (Zhou & Zheng, 1998)
- N. otome (Terayama, 1999)
- N. parvula (Mayr, 1870)
- N. pearsei Wheeler, 1938
- N. perminuta (Buckley, 1866)
- N. phantasma (Trager, 1984)
- N. picta (Wheeler, 1927)
- N. pieli (Santschi, 1928)
- N. pubens A. Forel, 1893
- N. querna Kallal & LaPolla, 2012
- N. rosae (Forel, 1902)
- N. ryukyuensis (Terayama, 1999)
- N. sakurae (Ito, 1914)
- N. scintilla LaPolla & Fisher, 2011
- N. sharpii (Forel, 1899)
- N. sikorae (Forel, 1892)
- N. silvestrii (Emery, 1906)
- N. silvula LaPolla & Fisher, 2011
- N. simpliciuscula (Emery, 1896)
- N. sindbadi (Pisarski, 1960)
- N. smythiesii (Forel, 1894)
- N. staudingeri (Forel, 1912)
- N. steeli (Forel, 1910)
- N. steinheili (Forel, 1893)
- N. stigmatica (Mann, 1919)
- N. tasmaniensis (Forel, 1913)
- N. taylori (Forel, 1894)
- N. teranishii (Santschi, 1937)
- N. terricola (Buckley, 1866)
- N. tjibodana (Karavaiev, 1929)
- N. tococae (Wheeler & Bequaert, 1929)
- N. trageri Kallal & LaPolla, 2012
- N. umbella LaPolla & Fisher, 2011
- N. usambarica LaPolla, Hawkes & Fisher, 2011
- N. vaga (Forel, 1901) – Polynesische langsprietmier
- N. vagabunda (Motschoulsky, 1863)
- N. vitiensis (Mann, 1921)
- N. vividula (Nylander, 1846) – Glanzende langsprietmier
- N. waelbroecki (Emery, 1899)
- N. wojciki (Trager, 1984)
- N. yaeyamensis (Terayama, 1999)
- N. yambaru (Terayama, 1999)
- N. yerburyi (Forel, 1894)